# Emanuel; or, Paradise regained, an epic poem
Emanuel; or, Paradise regained, an epic poem – epos religijny osiemnastowiecznego angielskiego poety Jamesa Ogdena, wydany po raz pierwszy w Manchesterze w 1797 nakładem oficyny Sowler and Russell. Utwór jest wtórny wobec Raju odzyskanego Johna Miltona. Składa się z dziewięciu ksiąg. Podobnie jak dzieło Miltona poemat Ogdena jest napisany wierszem białym (blank verse), czyli nierymowanym pentametrem jambicznym.